# América (telenovela)
América é uma telenovela brasileira produzida e exibida pela TV Globo de 14 de março a 4 de novembro de 2005, em 203 capítulos. Substituiu Senhora do Destino e foi substituída por Belíssima, sendo a 66ª "novela das oito" a ser transmitida pela emissora.
Criada por Gloria Perez, com direção de Luciano Sabino, Marcelo Travesso, Teresa Lampreia, Federico Bonani e Carlo Milani. A direção geral inicialmente foi de Jayme Monjardim, que depois de desentendimentos com a autora foi afastado em 12 de abril e substituído por Marcos Schechtman. A direção de núcleo ficou a cargo do diretor artístico da Globo, Mário Lúcio Vaz.
Contou com Deborah Secco, Murilo Benício, Caco Ciocler, Camila Morgado, Christiane Torloni, Edson Celulari, Thiago Lacerda e Mariana Ximenes.

## Enredo
O sonho de viver no exterior e a vontade de vencer na vida se cruzam na mesma história. Desde criança, a sonhadora Marisol (ou, simplesmente, Sol) sempre quis ir viver nos Estados Unidos da América e decide entrar no país ilegalmente, cruzando a fronteira com o México, depois de ter seu visto negado várias vezes. Para isto, dá todo seu dinheiro ao perigoso Alex, que chefia uma rede de imigração clandestina através de coiotes, que os levam ilegalmente pelo deserto. Após duas deportações e ver vários companheiros morrerem na travessia, ela acaba presa na terceira tentativa por tráfico de drogas, que sequer sabia que levava na bagagem. Consegue fugir da delegacia no Condado de Miami-Dade e ver finalmente o mundo com o qual sempre sonhou. Visando juntar dinheiro para ajudar sua família, começa a trabalhar como dançarina de pole dance em uma boate, na Ocean Drive, em Miami Beach, onde passou a morar com uma nova amiga. Além disto, ela acaba descobrindo o amor verdadeiro ao lado de Ed, um tradutor americano de bom coração, que acredita que a troca de culturas é saudável para seu país, ao contrário de sua ex-noiva, a dissimulada pedagoga, May, que odeia imigrantes e faz de tudo para tirar Sol de seu caminho.
Para seguir o sonho americano, Sol deixou para trás seu grande amor, Tião, um peão de montaria que se tornou fenômeno nos principais rodeios do Brasil e não compactua com os sonhos dela. Destemido e apegado a imagem de Nossa Senhora Aparecida, Tião mora em Boiadeiros, cidade fictícia do interior paulista e, após a partida de Sol, torna-se amargurado e triste, até se apaixonar pela veterinária, Simone, provocando ódio de seu irmão mais velho, o mau-caráter Geninho, que namorava a moça até então e faz de tudo para crescer na vida. Além de Geninho, Tião precisa lidar com as armações de Laerte, um poderoso fazendeiro, e tio de Simone, que faz de tudo para expulsar Tião, seu avô Zé Higino e a mãe Mazé de suas terras. Na cidade mora a famosa fazendeira Neuta, viúva que cultua a memória do falecido marido, mas que aos poucos se entrega ao romance com o sedutor peão Dinho e nem imagina que o filho, Júnior, é gay e reprimido pelos preconceitos do meio rural. Adorada por todos, Neuta abriga em sua casa diversos afilhados: o desmiolado e analfabeto, mas campeão de montaria, Carreirinha, as cômicas Elis, Bebela, Penha e Detinha – conhecidas como "breteiras" por viverem atrás dos peões – e a dissimulada Creusa, que finge ser uma evangélica fervorosa, mas é uma ninfomaníaca que secretamente faz de tudo para atiçar os homens, incluindo Tião. Em Miami, vive a divertida mexicana, Consuelo, dona de uma badalada pensão, que passou anos juntando dinheiro para pagar a travessia ilegal das filhas, Inesita e Rosário, e da irmã, Mercedes.
Enquanto Inesita e Mercedes conseguem chegar, Rosário se perde no deserto e tem que atravessá-lo sozinha. Na pensão mora o casal Neto e Helô, que estão no país para estudar, não dão atenção ao filho Rique e têm o casamento abalado com a chegada de Rosário. No país, também vivem a perigosa Djanira Pimenta, chefe da quadrilha da qual Alex faz parte, e Miss Jane, colega de trabalho de May, que no passado viveu um romance com Zé Higino durante uma passagem pelo Brasil. Já no Rio de Janeiro, a socialite cleptomaníaca Haydée não consegue controlar seus impulsos em furtar objetos e vive um casamento falido com o empresário Glauco, sem imaginar que ele mantém um caso com a secretária Nina e é alvo do assédio de Lurdinha, uma adolescente de dezessete anos que faz de tudo para seduzi-lo. Enquanto isso a filha deles, Raíssa, conhece um outro universo fora da alta sociedade, passando a frequentar os bailes funk, levar os amigos da periferia para casa e se envolve com Alex e Tony, sem saber que um comanda negócios ilegais e o outro é ex-namorado de sua mãe.
Em Vila Isabel, bairro onde Sol morava com a mãe Odaléia, o padrasto Mariano e a meia-irmã Mari, vive o implicante Seu Gomes, ex-policial e dono de uma mercearia, que vive de olho na vida dos vizinhos, levando a mulher Graça à loucura. O casal são pais de Ariovaldo, um afamado locutor de rodeio de Boiadeiros que acaba perdendo seu posto para a sedutora Gil, que de fã número 1, torna-se sua concorrente. Já a fofoqueira Diva impede o filho, o boa-praça Feitosa, de se relacionar com a dançarina Islene por considerá-la "piriguete", fazendo de tudo para casa-lo com Creusa, sem desconfiar do verdadeiro caráter desta. Islene esconde de todos que cuida sozinha da filha deficiente visual, Maria Flor, que vive sendo protegida do mundo exterior pela mãe e encontra apoio para lidar com sua condição ao conhecer Jatobá, que também não enxerga e mesmo assim vive uma vida tranquila ao lado de Quartz, seu fiel cão-guia.

## Elenco
| Intérprete           | Personagem                                              |
| -------------------- | ------------------------------------------------------- |
| Deborah Secco        | Marisol de Oliveira (Sol)                               |
| Murilo Benício       | José Sebastião Higino da Silva (Tião)                   |
| Caco Ciocler         | Edward Talbot (Ed)                                      |
| Camila Morgado       | May Silver (Miss May)                                   |
| Christiane Torloni   | Haydée Pamplona Lopes Prado                             |
| Edson Celulari       | Dr. Glauco Lopes Prado                                  |
| Thiago Lacerda       | Carlos Alexandre Camargo (Alex) / Roberto Sinval Fontes |
| Mariana Ximenes      | Raíssa Pamplona Lopes Prado                             |
| Gabriela Duarte      | Simone Villa Nova                                       |
| Eliane Giardini      | Neuta Fontes (Viúva Neuta)                              |
| Murilo Rosa          | Denílson Martins (Dinho)                                |
| Bruno Gagliasso      | Roberto Sinval Fontes Júnior (Júnior)                   |
| Humberto Martins     | Laerte Villa Nova                                       |
| Daniela Escobar      | Irene Villa Nova                                        |
| Floriano Peixoto     | Antony Medeiros Clark (Tony)                            |
| Cléo Pires           | Lurdinha Nascimento                                     |
| Cissa Guimarães      | Dr.ª Nina Fragoso                                       |
| Marcos Frota         | Pedro Jatobá (Jatobá)                                   |
| Totia Meireles       | Dr.ª Vera Nascimento                                    |
| Nívea Maria          | Maria José da Silva (Mazé)                              |
| Francisco Cuoco      | José Higino da Silva (Zé Higino)                        |
| Paulo Goulart        | Mariano Pardal                                          |
| Jandira Martini      | Odaléia de Oliveira Pardal                              |
| Camila Rodrigues     | Mariana de Oliveira Pardal (Mari)                       |
| Raul Gazolla         | Dr. Hélio Castanho (Helinho)                            |
| Matheus Nachtergaele | Jesuíno Carreira (Carreirinha)                          |
| Walter Breda         | Ary Francisco Gomes (Seu Gomes)                         |
| Regina Dourado       | Maria da Graça Paiva Gomes (Graça)                      |
| Neuza Borges         | Diva Feitosa                                            |
| Ailton Graça         | José Feitosa (Feitosa)                                  |
| Paula Burlamaqui     | Islene dos Santos                                       |
| Juliana Paes         | Creusa Regina de Sá                                     |
| Marcello Novaes      | Genivaldo Higino da Silva (Geninho)                     |
| Cláudia Jimenez      | Consuelo Torres Serrano                                 |
| Roberto Bomfim       | João Carlos Abdalla (Jota)                              |
| Rosi Campos          | Mercedes Torres Serrano                                 |
| Rodrigo Faro         | Ernesto Martins Barcellos Neto (Neto)                   |
| Simone Spoladore     | Heloísa Martins Barcellos (Helô)                        |
| Betty Faria          | Djanira Pimenta                                         |
| Eva Todor            | Miss Jane Clinton                                       |
| Lúcia Veríssimo      | Gilmara Madureira (Gil)                                 |
| Eri Johnson          | Waldomiro Freire Abdalla                                |
| Juliana Knust        | Inesita Torres Serrano                                  |
| Samara Felippo       | Maria Odete Duarte (Detinha)                            |
| Sílvia Buarque       | Maria Elis Carneiro                                     |
| Kika Kalache         | Maria Isabel Vieira (Bebela)                            |
| Carolina Macieira    | Maria da Penha Cardoso (Penha)                          |
| Solange Couto        | Dalva Gomes                                             |
| Anderson Müller      | Ariovaldo da Paiva Gomes                                |
| Paula Pereira        | Maria Déia Virgulino (Deinha)                           |
| Guilherme Karam      | Geraldito Valdés                                        |
| Fernanda Paes Leme   | Rosário Torres Serrano                                  |
| Marisol Ribeiro      | Kerry Villa Nova                                        |
| Duda Nagle           | Rafael (Radar)                                          |
| Cacau Mello          | Rose                                                    |
| José Dumont          | Carlos Manuel de Andrade (Bóia)                         |
| Marcelo Brou         | Treinador Stallone                                      |
| Rafael Calomeni      | Carlos Eduardo Neves (Cadu)                             |
| Luíza Valdetaro      | Manu                                                    |
| Rodrigo Hilbert      | Murilinho                                               |
| Lucas Babin          | Nick Clinton                                            |
| Viviane Victorette   | Júlia Brandão (Ju)                                      |
| Cynthia Falabella    | Cidinha                                                 |
| Cris Vianna          | Adriana dos Santos (Drica)                              |
| Franciely Freduzeski | Conchita                                                |
| Paulo Giardini       | Delegado Almedinha                                      |
| Lucy Mafra           | Claudete                                                |
| Rosimar de Mello     | Sianinha                                                |
| Flávia Guedes        | Berenice                                                |
| Rafaela Amado        | Celeste                                                 |
| Eduarda Emerick      | Duda                                                    |
| Sarah Lavigne        | Carol                                                   |
| Ana Luiza Garritano  | Pepita                                                  |
| Bruna Marquezine     | Maria Flor dos Santos (Flô)                             |
| Mussunzinho          | Victor Gomes (Farinha)                                  |
| Matheus Costa        | Henrique Martins Barcellos (Rique)                      |
| Júlia Maggessi       | Scarlet                                                 |

### Participações especiais
| Intérprete                | Personagem                              |
| ------------------------- | --------------------------------------- |
| Erom Cordeiro             | Zeca                                    |
| Luís Melo                 | Ramiro Fernandez (Coiote)               |
| Vera Fischer              | Delegada Úrsula Garcez                  |
| Chico Diaz                | Acácio Higino da Silva                  |
| Reginaldo Faria           | Adalberto Ferreira                      |
| Jaime Leibovitch          | Bill Thompson                           |
| Taís Araújo               | Nossa Senhora de Aparecida              |
| Victor Fasano             | Dr. James Perkins                       |
| Bete Mendes               | Maria de Fátima Carvalho Ramos (Fátima) |
| Betty Gofman              | Prof.ª Idalina Pereira (Dadá)           |
| Nelson Xavier             | Francisco Santiago Mendonça (Santiago)  |
| Juan Alba                 | Honório                                 |
| Marly Bueno               | Srª. Mattos                             |
| Werner Schünemann         | Pedro Paulo                             |
| Eduardo Lago              | Arnaldo                                 |
| Cláudio Gabriel           | Rui                                     |
| Silvio Guindane           | Lucas                                   |
| Arlete Salles             | Rita dos Santos                         |
| Flávio Migliaccio         | Velmiro                                 |
| Dja Marthins              | Dolores                                 |
| Arlete Heringer           | Roseli                                  |
| Henri Pagnocelli          | Cônsul Sílvio                           |
| Cláudia Borioni           | Vilma                                   |
| Blota Filho               | Haroldo                                 |
| Lafayette Galvão          | Padre                                   |
| Luciana Rigueira          | Nossa Senhora de Guadalupe              |
| Jayme Periard             | Wallace                                 |
| Elena Toledo              | Dolores                                 |
| Cláudio Fontana           | Dado                                    |
| Sônia Clara               | Hilda                                   |
| Jerusa Franco             | Guta                                    |
| Clarice Derzié Luz        | Malu                                    |
| Eduardo Canuto            | João                                    |
| Lucas Lins e Silva        | Deco                                    |
| Mano Melo                 | Severino                                |
| Márcia do Valle           | Madalena dos Santos (Madá)              |
| William Vita              | Sargento Medina                         |
| Mário César Camargo       | delegado de Boiadeiros                  |
| Jorge Pontual             | amigo de Geninho                        |
| Nildo Parente             | médico de Tião                          |
| Alexia Dechamps           | namorada de Cadu                        |
| Pedro Brício              | amigo de Ed                             |
| Clemente Viscaíno         | taxista                                 |
| Milton Gonçalves          | oficial de justiça                      |
| Eliana Pittman            | rainha do forró                         |
| Silvio Pozzato            | juiz de Boiadeiros                      |
| Zé Carlos Machado         | contratante de Jatobá                   |
| Gabrielzinho do Irajá     | Gabrielzinho                            |
| Maria Mariana Azevedo     | Sol (criança)                           |
| Brunno Abrahão            | Tião (criança)                          |
| Thainá Menezes            | Drica (criança)                         |
| Guilherme Vieira          | Geninho (criança)                       |
| Dudu Braga                | ele mesmo                               |
| Caetano Veloso            | ele mesmo                               |
| Alcione                   | ela mesma                               |
| Leonardo                  | ele mesmo                               |
| Daniel                    | ele mesmo                               |
| Emílio Santiago           | ele mesmo                               |
| Alex Dias                 | ele mesmo                               |
| Zeca Pagodinho            | ele mesmo                               |
| Zezé Di Camargo & Luciano | eles mesmos                             |
| Gian & Giovani            | eles mesmos                             |
| Rionegro & Solimões       | eles mesmos                             |
| Fundo de Quintal          | eles mesmos                             |
| Bruno & Marrone           | eles mesmos                             |
| Mara Magalhães            | ele mesmo                               |
| Paulo Emilio Marques      | ele mesmo                               |
| Lívia Constantini         | ele mesmo                               |
| Jaime Arôxa               | ele mesmo                               |

## Produção

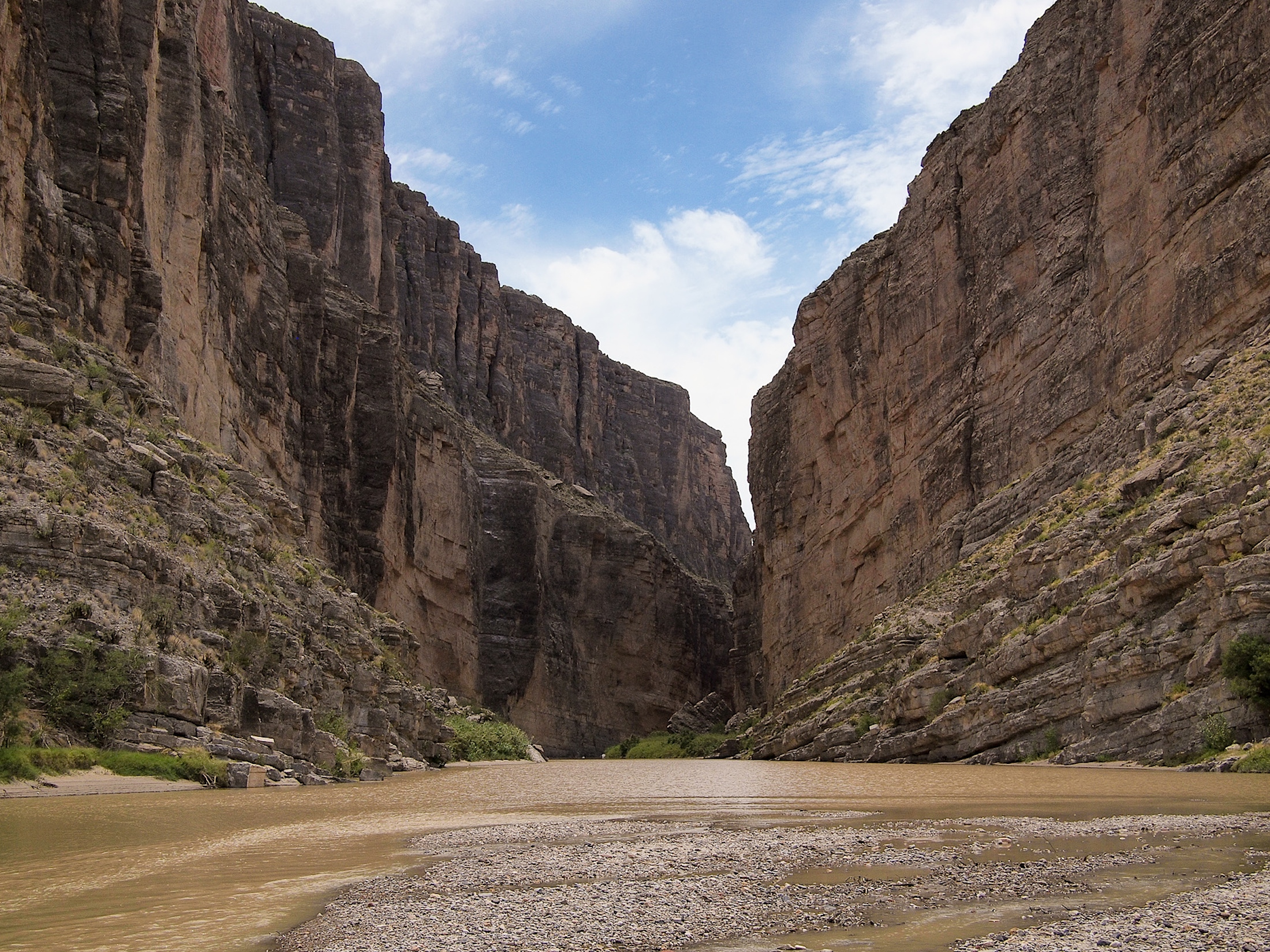
As cenas iniciais foram gravadas no Parque Nacional de Big Bend, na fronteira do México com o estado norte-americano do Texas.

A sinopse de América foi aprovada em maio de 2004 para entrar no ar no primeiro trimestre de 2005. As primeiras cenas da novela foram gravadas em Corumbá, no Mato Grosso do Sul, utilizando o Pantanal como pano de fundo para contar a história da infância dos protagonistas. Deborah Secco, Fernanda Paes Leme, Juliana Knust, Rosi Campos, Thiago Lacerda, Luís Melo e outros atores que fizeram participação especial – Bete Mendes, Silvio Guindane e Cláudio Gabriel – viajaram para os Estados Unidos gravar as cenas do primeiro mês de trama de seus personagens, estabilizando-se nas cidades ao redor do Parque Nacional de Big Bend, na fronteira do México com o estado do Texas, onde as cenas externas foram gravadas e os estúdios de cinema local foram utilizados para reproduzir a cidade cenográfica mexicana que era ponto inicial da travessia ilegal.
Deborah, Fernanda, Juliana e Thiago também passaram um mês fazendo um workshop com imigrantes ilegais para absorver sua vivência e seus medos na travessia. O custo das gravações no exterior ultrapassou o orçamento de R$ 1 milhão originalmente destinado à produção inicial e mobilizou mais de 100 profissionais, o maior número de efetivos já enviado ao exterior na emissora até então. Três cidades cenográficas diferentes foram construídas com mais de 17 mil m² nos Estúdios Globo – uma representando um bairro de imigrantes de Miami; outra representando a cidade fictícia de Boiadeiros, inspirada em Barretos, interior de São Paulo; e uma terceira simulando o bairro de Vila Isabel, no Rio de Janeiro – , além de diversos outros cenários aleatórios, como as casas dos personagens em bairros de classe alta do Rio e os bailes funk.
A maior parte das cenas de montaria e disputa foram gravadas de uma só vez nos rodeios de Barretos e de Jaguariúna, com os personagens utilizando diversos figurinos para que pudessem ser utilizadas no decorrer da trama, tendo ainda outras cenas gravadas em outros rodeios do interior paulista durante todo o ano de 2005, incluindo Americana, Araçoiaba da Serra, Piracicaba, Jaú e Sumaré.

### Escolha do elenco
Originalmente, Glória Perez queria Giovanna Antonelli como protagonista, repetindo a parceria com ela de O Clone, porém a atriz estava grávida de seu primeiro filho e recusou o convite. A segunda opção era Cláudia Abreu, que nessa época desejava engravidar logo após Celebridade – o que acabou não ocorrendo – e recusou o papel. Mariana Ximenes foi a terceira convidada, porém ela não queria emendar outra "mocinha" após Chocolate com Pimenta e pediu para ser destinada a outro papel, sendo escalada para interpretar a funkeira rebelde Raíssa. Danielle Winits, Regiane Alves, Deborah Secco e Camila Morgado fizeram os testes para o papel, porém as dois primeiras não se adequaram ao perfil. A decisão entre Deborah e Camila gerou um mal-estar entre a autora e o diretor Jayme Monjardim, uma vez que ela queria a primeira e ele a segunda. Glória alegou que Camila tinha um perfil naturalmente forte e decidido para interpretar uma personagem que sofreria muito, escalando-a para a antagonista principal, enquanto a protagonista ficou com Deborah.
Alinne Moraes foi convidada para interpretar Lurdinha, mas preferiu aceitar o papel de protagonista em Como uma Onda. A cantora Wanessa Camargo fez testes para o papel, porém não foi aprovada. O papel acabou sendo destinado para Cleo, marcando seu primeiro papel em uma telenovela na época. Bianca Rinaldi foi convidada para interpretar Helô, porém a atriz preferiu assinar com a Record para protagonizar A Escrava Isaura, sendo substituída por Simone Spoladore.
Preta Gil chegou a ser confirmada no elenco como melhor amiga de Raíssa, que a introduzia no mundo do funk, e para isso deixou o programa que apresentava na Band em meio ao contrato, porém sua personagem acabou cortada e nunca entrou na trama. O ator estadunidense Lucas Babin foi aprovado para interpretar um peão texano exatamente por já falar português. América foi o último trabalho na televisão de Lucy Mafra, intérprete da personagem Claudete, e após ser demitida da emissora ao ser acusada de furto por uma camareira durante os bastidores da trama, ela não conseguiu reerguer sua carreira e faleceu em dezembro de 2014.

### Temas abordados
O principal tema abordado na trama foi a entrada ilegal de imigrantes nos Estados Unidos. A deficiência visual foi abordada na trama por meio do personagem Jatobá, que não se intimidava em levar uma vida normal pela condição e lecionava. A inspiração veio de uma professora deficiente visual que a autora conheceu. Por meio desse tema, a trama recebeu uma homenagem na Câmara Municipal do Rio de Janeiro, sendo a autora condecorada com a Medalha Tiradentes. A cleptomania, que é o desejo compulsivo de roubar coisas, foi abordada por meio da personagem de Christiane Torloni. A novela mostrou que a psicanálise é um dos caminhos para tratar dessa compulsão. A telenovela abordou o tema pedofilia através do personagem de Jaime Leibovitch, que assediava o de Matheus Costa.

### Troca de diretor e mudança de enredo
As desavenças entre a autora Glória Perez e o diretor Jayme Monjardim começaram ainda no final de 2004, quando os dois contrastaram na escolha da protagonista – ele queria Camila Morgado, enquanto ela optou por Deborah Secco, a qual acabou escolhida. Durante as gravações da novela as diferenças artísticas entre os dois começaram a se conflitar, uma vez que a autora alegava que havia escrito uma personagem extrovertida e de personalidade forte, enquanto o que se via no ar era uma moça sofrida e amargurada. O diretor alegou que a imagem pedida para a personagem era extremamente irreal, uma vez que uma imigrante ilegal em meio às dores e sofrimento das travessias não podia esbanjar felicidade naquele momento. Em 12 de abril, Jayme pediu desligamento da novela tanto pelo conflito no perfil da personagem, quanto por não concordar com a abordagem dos maus-tratos aos animais em rodeios de forma "glamorizada". Apenas após a saída do diretor, a autora confirmou as divergências: "Passamos a ter ideias diferentes sobre a condução da trama, criando um descompasso que poderia vir a comprometer o resultado".
Marcos Schechtman assumiu a direção-geral da trama e a própria autora passou a se responsabilizar pela direção de núcleo para seu texto fosse seguido à risca. Em contraponto, a direção de teledramaturgia da emissora exigiu que a autora fizesse importantes mudanças na novela após uma pesquisa de público, que incluíram acelerar e finalizar as cenas da travessia da fronteira – que já perduravam mais de 30 capítulos –, diminuir o tom de voz "gritado" das personagens de Neusa Borges, Daniela Escobar e Eliane Giardini, além de desenvolver as tramas paralelas, como as de Mariana Ximenes e Christiane Torloni, que até então estavam paradas e sem história. Além das exigências, a autora também promoveu uma mudança no perfil da protagonista, de sofredora para extrovertida quando chega nos Estados Unidos, alterando a ideia original da personagem trabalhar em um fast food para fazê-la uma boate, visando expressar a nova fase. Outra alteração proposta foi a troca da música de abertura para "Soy Loco Por Ti, América", com Ivete Sangalo.
A equipe de marketing da emissora intensificou a divulgação da novela, promovendo um "relançamento" a partir de 12 de abril, utilizando os veículos de comunicação do Grupo Globo para liberar notícias positivas sobre a trama, além de enviar os atores semanalmente para promovê-la em programas como Domingão do Faustão, Mais Você, Vídeo Show, entre outros, e escalar participações especiais de artistas populares, como Roberto Carlos e Pelé, para atrair a atenção do público.

## Trilha sonora
A trilha sonora foi inicialmente lançada em um CD duplo – um com as músicas nacionais e outro com as internacionais. No decorrer da novela, a Som Livre relançou a trilha em CDs separados, com o objetivo de baratear o custo.
Entre as mudanças ocorridas após a saída do diretor Jayme Monjardim, uma das mais significativas ocorreu na trilha sonora. O diretor musical Marcus Viana, habitual parceiro de Monjardim, foi afastado e as bucólicas trilhas incidentais foram substituídas por músicas mais alegres e populares.
A abertura, com seu tema musical, também mudou. Com uma seleção de imagens mais dinâmica e cores mais claras, a nova abertura começou a ser exibida no capítulo 46, em 5 de maio de 2005. Saiu a música “Órfãos do Paraíso”, de Marcus Viana (primeiro interpretada por Milton Nascimento, depois, em uma nova versão, pelo próprio Marcus), e, em seu lugar, entrou “Soy Loco Por Ti América”, em uma gravação de Ivete Sangalo.
Apesar do título, “Soy Loco Por Ti América”, composta por Gilberto Gil e José Carlos Capinan e gravada originalmente por Caetano Veloso em 1968, era totalmente desconexo da trama, já que sua letra, na verdade, exalta a América Latina, e não os Estados Unidos, como propunha a novela. Porém, o tom alegre da música, interpretada pela cantora, conquistou os telespectadores, 
permanecendo até o fim da história.

## Exibição
Lançada no mercado internacional em 2006, América foi vendida para Venezuela, Bolívia, Canadá, Portugal, Costa Rica dentre outras mais. A novela foi exibida na Índia, em 2008, em dois horários do canal Firangi Channel, que estreou apostando na exibição, em hindi, do melhor da programação mundial. A novela de Gloria Perez marcou a estreia da TV Globo Internacional naquele país.

### Reprise
Foi reapresentada na íntegra pelo Viva de 27 de novembro de 2023 a 19 de julho de 2024, substituindo Senhora do Destino (assim como na exibição original) e sendo substituída por Viver a Vida na faixa das 22h50, com reapresentação às 13h45 e maratona aos domingos de 19h às 0h25.

### Outras mídias
Em  25 de abril de 2022, foi disponibilizada na íntegra pelo Globoplay, como parte do Projeto Resgate..

## Repercussão

### Audiência

#### Exibição original
O primeiro capítulo teve uma média de 56 pontos e 76% de participação dos televisores ligados. A telenovela anterior, Senhora do Destino de 2004, marcou 51 pontos e 72% de participação dos televisores ligados. A estreia acima do esperado deu-se pelo resultado positivo deixado pela antecessora, que saiu da grade como a telenovela de maior audiência da década com picos de 67 pontos. No entanto a audiência da trama começou a cair com o passar do primeiro mês, chegando a atingir 36 pontos em 9 de abril, a menor fora da época de festas – Natal e Ano Novo – desde Esperança. O primeiro mês fechou com uma média de 43 pontos ante 47 da trama anterior. Após a troca de diretor e na aposta das tramas paralelas, como de Raíssa, Lurdinha e Rosário, a novela estabilizou-se na audiência entre 45 e 50 pontos. O último capítulo marcou uma média de 68 pontos, a maior audiência final da década de 2000. América teve média geral de 49 pontos, a segunda maior audiência da década de 2000, sendo superada apenas por Senhora do Destino.

#### Reprise no Viva
Em um levantamento realizado em 2 de fevereiro de 2024, é mostrado que a novela tem alcançado um índice médio próximo à 1 ponto de audiência na exibição das 22h50, assumindo a vice-liderança entre os canais pagos.

### Controvérsias
América gerou controvérsia entre os brasileiros que moravam nos Estados Unidos, uma vez que muitos criticaram a forma exagerada como foi mostrada a travessia ilegal pela fronteira, trazendo cenas irreais e de demasiada violência. Em agosto de 2005, a embaixada brasileira notou que o número de imigrantes ilegais quadruplicou após do início da exibição da telenovela.
Ativistas ligados às instituições de proteção animal criaram petições para tentar vetar a exibição dos rodeios na novela, alegando que "glamorizava" a violência contra os animais, além de organizarem protestos nas cidades onde a novela era gravada. A autora planejava mostrar a militância que defenderia os animais e era contra os rodeios na novela, porém desistiu da ideia temendo que a situação ficasse pior. Antes mesmo de iniciar a fase de produção, a telenovela foi alvo dos ativistas e de ONGs protetoras de animais. Uma carta com várias exigências foi escrita por essas entidades e levadas à autora Glória Perez. O objetivo era tentar interferir no roteiro da novela por meio dessas exigências escritas.
Bruno Gagliasso e Erom Cordeiro gravaram sete versões de uma cena se beijando para o último capítulo, porém a cena foi vetada pela direção de teledramaturgia da emissora horas antes da exibição do último capítulo, temendo a repercussão negativa entre o público mais conservador. Glória Perez revelou que a cena foi vetada após ser exibida para os executivos da emissora: "Passamos a cena para a diretoria toda, daí resolveu-se cortar. Ficamos todos frustrados. Eu vi uma ansiedade muito grande das pessoas na rua que queriam que aquilo acontecesse. Não era um beijo que acontecia do nada, tinha toda uma história entre aquelas duas pessoas". Gagliasso disse que nem os atores foram avisados do corte, sendo pegos de surpresa ao assistirem, o que lhe deixou extremamente chateado.

## Prêmios e indicações
| Ano  | Prêmio                                      | Categoria                       | Indicações                      | Resultado | Ref.   |
| ---- | ------------------------------------------- | ------------------------------- | ------------------------------- | --------- | ------ |
| 2005 | Prêmio Arte Qualidade Brasil - SP           | Melhor Telenovela               | Melhor Telenovela               | Indicado  | [ 60 ] |
| 2005 | Prêmio Arte Qualidade Brasil - SP           | Melhor Autora                   | Glória Perez                    | Indicado  | [ 60 ] |
| 2005 | Prêmio Arte Qualidade Brasil - SP           | Melhor Atriz em Televisão       | Mariana Ximenes                 | Indicado  | [ 60 ] |
| 2005 | Prêmio Arte Qualidade Brasil - SP           | Melhor Ator em Televisão        | Caco Ciocler                    | Indicado  | [ 60 ] |
| 2005 | Prêmio Arte Qualidade Brasil - SP           | Melhor Atriz Coadjuvante        | Eliane Giardini                 | Venceu    | [ 60 ] |
| 2005 | Prêmio Arte Qualidade Brasil - SP           | Melhor Atriz Coadjuvante        | Nívea Maria                     | Indicado  | [ 60 ] |
| 2005 | Prêmio Arte Qualidade Brasil - SP           | Melhor Atriz Coadjuvante        | Paula Burlamaqui                | Indicado  | [ 60 ] |
| 2005 | Prêmio Arte Qualidade Brasil - SP           | Melhor Ator Coadjuvante         | Matheus Nachtergaele            | Venceu    | [ 60 ] |
| 2005 | Prêmio Arte Qualidade Brasil - SP           | Melhor Ator Coadjuvante         | Bruno Gagliasso                 | Indicado  | [ 60 ] |
| 2005 | Prêmio Arte Qualidade Brasil - SP           | Melhor Atriz Revelação          | Cleo                            | Venceu    | [ 60 ] |
| 2005 | Prêmio Arte Qualidade Brasil - SP           | Melhor Atriz Revelação          | Kika Kalache                    | Indicado  | [ 60 ] |
| 2005 | Prêmio Arte Qualidade Brasil - SP           | Melhor Ator Revelação           | Aílton Graça                    | Venceu    | [ 60 ] |
| 2005 | Prêmio Extra de Televisão                   | Melhor Telnovela                | Melhor Telnovela                | Venceu    | [ 61 ] |
| 2005 | Prêmio Extra de Televisão                   | Melhor Ator                     | Murilo Rosa                     | Venceu    | [ 61 ] |
| 2005 | Prêmio Extra de Televisão                   | Melhor Ator                     | Bruno Gagliasso                 | Indicado  | [ 61 ] |
| 2005 | Prêmio Extra de Televisão                   | Melhor Ator                     | Caco Ciocler                    | Indicado  | [ 61 ] |
| 2005 | Prêmio Extra de Televisão                   | Melhor Ator                     | Matheus Nachtergaele            | Indicado  | [ 61 ] |
| 2005 | Prêmio Extra de Televisão                   | Melhor Atriz                    | Eliane Giardini                 | Venceu    | [ 61 ] |
| 2005 | Prêmio Extra de Televisão                   | Melhor Atriz                    | Deborah Secco                   | Indicado  | [ 61 ] |
| 2005 | Prêmio Extra de Televisão                   | Melhor Revelação do Ano         | Cleo                            | Venceu    | [ 61 ] |
| 2005 | Prêmio Extra de Televisão                   | Melhor Ator/Atriz Mirim         | Bruna Marquezine                | Venceu    | [ 61 ] |
| 2005 | Troféu Raça Negra                           | Melhor Ator de Televisão        | Ailton Graça                    | Venceu    |        |
| 2005 | Melhores do Ano                             | Melhor Ator de Novela           | Caco Ciocler                    | Venceu    |        |
| 2005 | Melhores do Ano                             | Melhor Ator de Novela           | Murilo Benício                  | Indicado  |        |
| 2005 | Melhores do Ano                             | Melhor Ator de Novela           | Thiago Lacerda                  | Indicado  |        |
| 2005 | Melhores do Ano                             | Melhor Atriz de Novela          | Christiane Torloni              | Venceu    |        |
| 2005 | Melhores do Ano                             | Melhor Atriz de Novela          | Deborah Secco                   | Indicado  |        |
| 2005 | Melhores do Ano                             | Melhor Atriz Coadjuvante        | Camila Morgado                  | Indicado  |        |
| 2005 | Melhores do Ano                             | Melhor Ator Coadjuvante         | Matheus Nachtergaele            | Venceu    |        |
| 2005 | Melhores do Ano                             | Melhor Ator Coadjuvante         | Bruno Gagliasso                 | Indicado  |        |
| 2005 | Melhores do Ano                             | Melhor Atriz Revelação          | Cleo                            | Venceu    |        |
| 2005 | Melhores do Ano                             | Melhor Ator Revelação           | Aílton Graça                    | Venceu    |        |
| 2005 | Melhores do Ano                             | Melhor Ator Revelação           | Duda Nagle                      | Indicado  |        |
| 2005 | Melhores do Ano                             | Melhor Ator Mirim               | Mussunzinho                     | Venceu    |        |
| 2005 | Melhores do Ano                             | Melhor Atriz Mirim              | Bruna Marquezine                | Venceu    |        |
| 2005 | Prêmio Qualidade Brasil - RJ                | Melhor Telenovela               | Melhor Telenovela               | Indicado  | [ 62 ] |
| 2005 | Prêmio Qualidade Brasil - RJ                | Melhor Autora                   | Glória Perez                    | Indicado  | [ 62 ] |
| 2005 | Prêmio Qualidade Brasil - RJ                | Melhor Ator em Televisão        | Murilo Benício                  | Indicado  | [ 62 ] |
| 2005 | Prêmio Qualidade Brasil - RJ                | Melhor Ator Coadjuvante         | Francisco Cuoco                 | Venceu    | [ 62 ] |
| 2005 | Prêmio Qualidade Brasil - RJ                | Melhor Ator Coadjuvante         | Matheus Nachtergaele            | Indicado  | [ 62 ] |
| 2005 | Prêmio Qualidade Brasil - RJ                | Melhor Atriz Coadjuvante        | Bruna Marquezine                | Indicado  | [ 62 ] |
| 2005 | Prêmio Qualidade Brasil - RJ                | Melhor Atriz Coadjuvante        | Nívea Maria                     | Indicado  | [ 62 ] |
| 2005 | Prêmio Qualidade Brasil - RJ                | Melhor Atriz Coadjuvante        | Paula Burlamaqui                | Indicado  | [ 62 ] |
| 2005 | Prêmio Qualidade Brasil - RJ                | Melhor Ator Revelação           | Aílton Graça                    | Venceu    | [ 62 ] |
| 2005 | Prêmio Qualidade Brasil - RJ                | Melhor Atriz Revelação          | Cleo                            | Indicado  | [ 62 ] |
| 2005 | Prêmio Qualidade Brasil - RJ                | Melhor Atriz Revelação          | Kika Kalache                    | Indicado  | [ 62 ] |
| 2005 | Capricho Awards                             | Melhor Atriz                    | Mariana Ximenes                 | Venceu    | [ 63 ] |
| 2005 | Capricho Awards                             | Colírio do Ano                  | Bruno Gagliasso                 | Venceu    | [ 63 ] |
| 2005 | Meus Prêmios Nick                           | Gata do Ano                     | Cleo                            | Venceu    |        |
| 2005 | Prêmio TV Press                             | Melhor Ator Revelação           | Ailton Graça                    | Venceu    |        |
| 2005 | Prêmio UOL e PopTevê de Televisão           | Melhor Ator Revelação           | Ailton Graça                    | Venceu    |        |
| 2005 | Prêmio Magnífico                            | Melhor Atriz Coadjuvante        | Daniela Escobar                 | Venceu    | [ 64 ] |
| 2005 | Prêmio Magnífico                            | Melhor Atriz Mirim              | Bruna Marquezine                | Venceu    | [ 64 ] |
| 2005 | Troféu Samba de Primeira - Tamborim de Ouro | Televisão                       | Marcos Frota                    | Venceu    | [ 65 ] |
| 2006 | Prêmio Contigo! de TV                       | Melhor Telenovela               | Melhor Telenovela               | Indicado  | [ 66 ] |
| 2006 | Prêmio Contigo! de TV                       | Melhor Autor                    | Glória Perez                    | Indicado  | [ 66 ] |
| 2006 | Prêmio Contigo! de TV                       | Melhor Diretor                  | Marcos Schechtman               | Indicado  | [ 66 ] |
| 2006 | Prêmio Contigo! de TV                       | Melhor Atriz                    | Christiane Torloni              | Indicado  | [ 66 ] |
| 2006 | Prêmio Contigo! de TV                       | Melhor Atriz Coadjuvante        | Camila Morgado                  | Indicado  | [ 66 ] |
| 2006 | Prêmio Contigo! de TV                       | Melhor Atriz Coadjuvante        | Juliana Paes                    | Indicado  | [ 66 ] |
| 2006 | Prêmio Contigo! de TV                       | Melhor Ator Coadjuvante         | Bruno Gagliasso                 | Venceu    | [ 66 ] |
| 2006 | Prêmio Contigo! de TV                       | Melhor Ator Coadjuvante         | Marcos Frota                    | Indicado  | [ 66 ] |
| 2006 | Prêmio Contigo! de TV                       | Melhor Ator Coadjuvante         | Matheus Nachtergaele            | Indicado  | [ 66 ] |
| 2006 | Prêmio Contigo! de TV                       | Melhor Atriz Revelação          | Cleo                            | Venceu    | [ 66 ] |
| 2006 | Prêmio Contigo! de TV                       | Melhor Ator Revelação           | Aílton Graça                    | Venceu    | [ 66 ] |
| 2006 | Prêmio Contigo! de TV                       | Melhor Ator Revelação           | Duda Nagle                      | Indicado  | [ 66 ] |
| 2006 | Prêmio Contigo! de TV                       | Melhor Par Romântico            | Eliane Giardini e Murilo Rosa   | Venceu    | [ 66 ] |
| 2006 | Prêmio Contigo! de TV                       | Melhor Par Romântico            | Ailton Graça e Paula Burlamaqui | Indicado  | [ 66 ] |
| 2006 | Prêmio Contigo! de TV                       | Melhor Par Romântico            | Deborah Secco e Caco Ciocler    | Indicado  | [ 66 ] |
| 2006 | Prêmio Contigo! de TV                       | Melhor Atriz Infantil           | Bruna Marquezine                | Indicado  | [ 66 ] |
| 2006 | Prêmio Contigo! de TV                       | Melhor Ator Infantil            | Mussunzinho                     | Indicado  | [ 66 ] |
| 2006 | Troféu Super Cap de Ouro                    | Destaque Feminino da Televisão  | Totia Meireles                  | Venceu    | [ 67 ] |
| 2006 | Troféu Super Cap de Ouro                    | Destaque Masculino da Televisão | Rodrigo Faro                    | Venceu    | [ 67 ] |